# Haus Westhemmerde

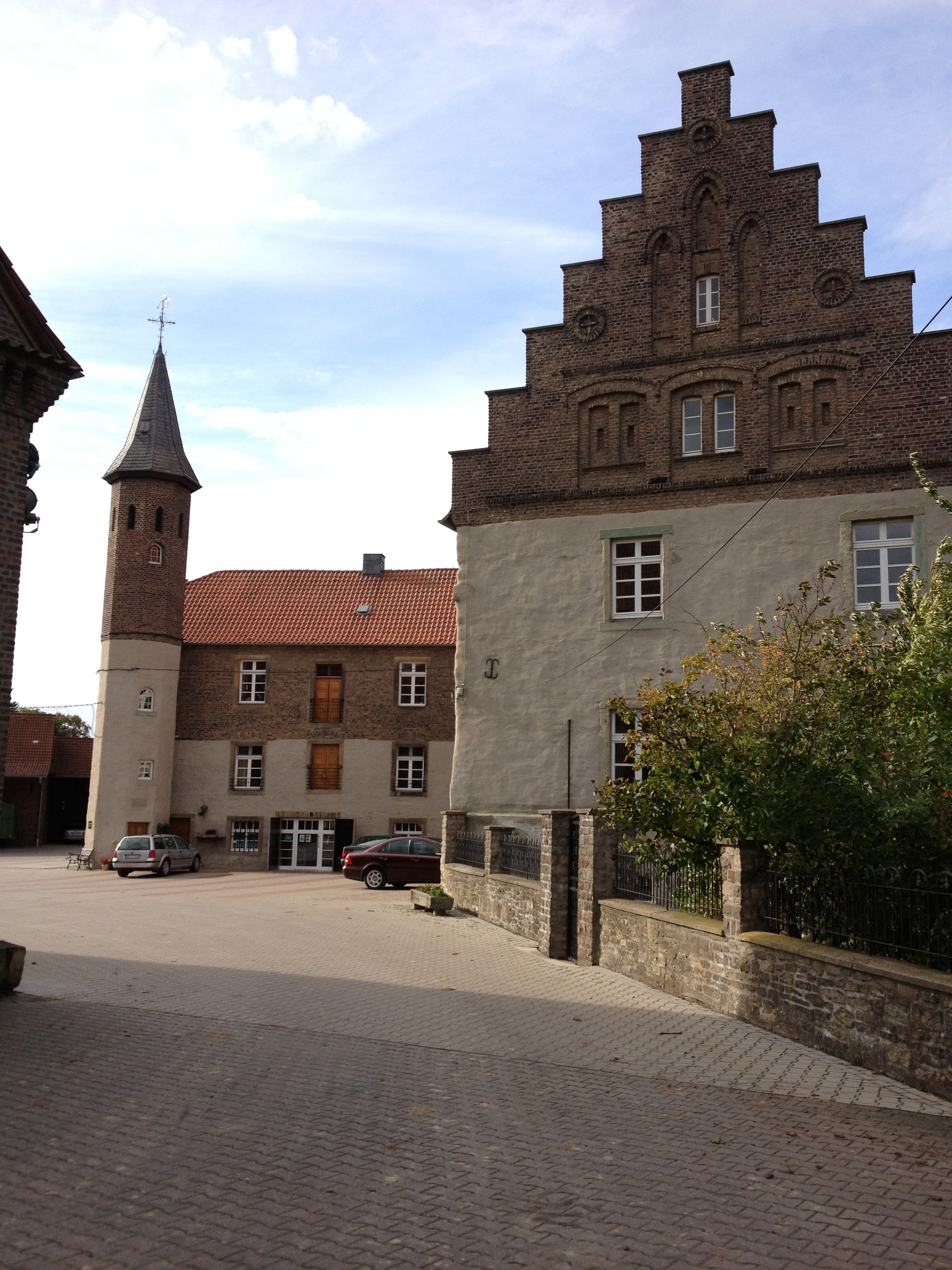
Haus Westhemmerde

Das Haus Westhemmerde ist ein ehemaliger Adelssitz und ein Wasserschloss in Westhemmerde, heute Stadtteil von Unna in Westfalen. Es ist eines der bekanntesten Baudenkmäler Unnas.

## Geschichte

### Familie von dem Broel gen. Plater (bis 1649)
Die Anfänge des Hauses reichen bis zum Ende des 14. Jahrhunderts zurück. Im 15. Jahrhundert hat die Familie von dem Broel, genannt Plater das heutige Baudenkmal als Wasserschloss erbaut. Die Anlage wurde im Laufe ihrer Geschichte mehrfach erweitert und umgebaut. Die Herren von Haus Westhemmerde führten auch das Patronat über die Kirche von Westhemmerde.
Wann Haus Westhemmerde erbaut wurde, ist weitgehend unbekannt. Die urkundliche Ersterwähnung erfolgte vermutlich 1217, als Gerhard von dem Broel (de Brule) als Urkundenzeuge in einer Urkunde erwähnt wird, als Graf Gottfried von Arnsberg dem Kloster Wedinghausen Güter in der Nähe von Werl verkaufte. Er lebte selber nicht im Haus Westhemmerde, sondern im einen Kilometer entfernt gelegenen Haus Broel.
Im ersten Drittel des 14. Jahrhunderts kam die in arnsbergischen Lehnsdiensten stehende Familie Broel in wirtschaftliche Schwierigkeiten. Der Graf von der Mark konfiszierte Ländereien, die zum Gut gehörten. Ab etwa 1362 führte die Familie, möglicherweise durch Einheirat, den Namenszusatz Plater. Um 1455 wurde Haus Broel von Rotger von dem Broel aufgegeben, und er siedelte nach Westhemmerde um. Ende des 15. Jahrhunderts ließ Goddert von dem Broel das nördliche Haupthaus errichten, welches als ältestes Gebäude im heutigen Bestand noch vorhanden ist. Um 1560 wurde das Haupthaus um einen Anbau erweitert. Während des Dreißigjährigen Krieges wurde Haus Westhemmerde mehrfach von schwedischen und kaiserlichen Truppen geplündert. Als auch noch die Pest ausbrach, verließ die Familie im September 1635 Haus Westhemmerde und lebte bis 1639 bei Verwandten.
Mit Hermann von dem Broel gen. Plater starb die Linie Broel 1659 aus; das Haus fiel an die älteste Tochter Mechthild Katharina, die seit 1649 mit Johann Bernhard Vogt von Elspe zu Borghausen verheiratet war, und somit an die Familie der Vögte von Elspe.

### Vögte von Elspe (1649–1800)
Die Familie Vogt von Elspe zu Borghausen und Westhemmerde wohnte jedoch auf dem Gut in Borghausen, wo sie sieben Kinder hatte. Anfang 1670 zog die Familie nach Haus Westhemmerde um, wo das achte Kind zur Welt kam. Aus dem Fürstenberg’schen Erbe fiel Johann Bernhard, dem Vogt von Elspe zu Bamenohl und Westhemmerde, 1653 noch Haus Werl zu. Das Haus Westhemmerde wurde in den Kriegsjahren 1672 bis 1679 von französischen Truppen mehrfach geplündert.
Den größten Güterbestand erreichte das Haus Westhemmerde unter Konrad Wilhelm, Vogt von Elspe; denn im Jahr 1716 gehörten 56 Höfe und Kotten zum Gut. Konrad Wilhelm starb 1716 ohne erbberechtigte Nachkommen, so dass sein Neffe Friedrich Wilhelm, Vogt von Elspe, die Güter erhielt und die übrigen Erbberechtigten auszahlte. Er ließ den Westflügel an das Haus anbauen und verlegte seinen Wohnsitz nach Westhemmerde.
Nach Friedrichs Tod fielen seine Güter ohne Erbvergleich an seinen ältesten Sohn Gisbert Bernhard, Vogt von Elspe. Dieser ließ 1718/19 die Gutsgebäude renovieren, den Westflügel nach Süden hin verlängern und fügte dem Gebäude einen Südflügel mit Tordurchfahrt hinzu. Im Siebenjährigen Krieg, 1758–1761, erlitt das Haus starke Verluste durch französische und auch durch preußische Truppen. Gisbert Bernhard starb 1770 ohne Nachkommen, seine Frau hatte ihn bereits zwei Jahre zuvor verlassen, so dass sein Nachlass dem Bruder Gisbert Moritz, Vogt von Elspe, welcher im Dienst des niederländischen Hofes stand, sowie seinen beiden Schwestern zufiel. Die Witwe von Gisbert Bernhard erhielt ein Drittel der Güter, wurde aber 1776 mit 20.000 holländischen Gulden abgefunden.

### Familien von Bodelschwingh – Plettenberg und Romberg (1800–1927)
Als letzter der Linie von Elspe starb Gisbert Moritz in der Nacht vom 11. auf den 12. März 1800 im Alter von 80 Jahren als Obersthofmeister Wilhelms von Oranien-Nassau in Den Haag. Er hatte testamentarisch verfügt, dass als Universalerbin seine Nichte Gisbertine Anna Luisa von Bodelschwingh eingesetzt wurde. Deren Tochter aus zweiter Ehe, Christine Sophie Luise, heiratete 1788 den Freiherrn Karl Wilhelm Georg von Plettenberg.
Anschließend fiel das Haus bis 1927 in den Besitz der Familie von Romberg und wurde verpachtet, unter anderem von 1862 bis 1890 an Caspar Theodor Joseph Cosack, Gutsverwalter des Gutes Binolen, und von 1901 bis 1955 an den Neheimer Unternehmer Josef Cosack, Gründer der Hammer Eisenwerke, danach an die aus Eiberg bei Essen stammende Familie Kremerskothen.

### Neuzeit
Später ging das Anwesen in den Besitz des Ruhrtalsperrenvereins über. Seit 1955 sind das Haus und die zugehörigen landwirtschaftlichen Flächen in privatem Besitz der Familie Schulte aus Meschede-Enkhausen. In den letzten 30 Jahren wurde die Anlage denkmalgerecht im Innenraum und an der äußeren Fassade restauriert. Der denkmalgeschützte Teil der Gräfte wurde mit Schilf und Seerosen versehen.
Jahreszeitlich werden Spargel, Erdbeeren und Weihnachtsbäume verkauft, außerdem Fleischerzeugnisse aus eigener Herstellung, Geflügel, Wildbret, Obstsäfte und Eingemachtes.